# Carlos Varela Rodríguez
Carlos Alberto Varela Rodríguez (Montevideo, 2 de febrero de 1929) es un abogado y político uruguayo.

## Carrera profesional
Carlos es abogado y doctor en ciencias sociales por la Universidad de la República.
Egresado en 1951, retoma las riendas del estudio jurídico fundado por su padre en 1927.
Desempeña una labor importante en el ámbito de la cultura, defendiendo los derechos de autores e intérpretes en toda Latinoamérica. En este rubro, representó a Uruguay ante la OMPI y fue durante más de 10 años integrante del Consejo de Derecho de Autor, que tiene de su cargo el control de los derechos de Propiedad Intelectual en el Uruguay, como dependencia autónoma del Ministerio de Educación y Cultura.
Fue abogado de la Sociedad Uruguaya De artistas Intérpretes (SUDEI), y directivo de la representación uruguaya de UNICEF y vicepresidente de Todos por Uruguay.
En 1981, fue une de los fundadores de la Federación Latinoamericana de Artistas e Intérpretes o Ejecutantes (FLAIE) y más tarde, cuando España y Portugal se le unieron, en 1992, de la Federación Iberoamericana de Artistas Intérpretes o Ejecutantes (FILAIE).
Participó en la fundación y el desarrollo de los Voluntarios de Coordinación Social (dedicado al desarrollo de los sectores más pobres del Uruguay) y de Todos Por Uruguay, conjuntamente con Mercedes Menafra de Batlle, dedicada al desarrollo de las mini empresas y fundamentalmente de la artesanía uruguaya.
En 2004, fue homenajeado por el Colegio de Abogados del Uruguay con motivo de sus 50 años de profesión.

## Carrera política
Comienza su carrera política con Daniel Fernández Crespo, en la Lista 51 del Partido Nacional.
En 1961, junto con militantes de la Unión Cívica, fue uno de los fundadores del Movimiento Demócrata Cristiano, que en 1962 se unió al Partido Demócrata Cristiano del Uruguay. 
Fue candidato a diputado por el PDC en 1966, y edil de Montevideo de 1962 a 1966.
En 1971, cuando el Partido Demócrata Cristiano vota por darle el Lema al Frente Amplio, Carlos Varela decide desafiliarse para fundar y presidir la Unión Radical Cristiana.
De 1974 a 1977, acompaña al ministro Federico Soneira en el Ministerio de Vivienda donde trabaja en la erradicación de la vivienda insalubre y la promoción social de marginados, con una visión social cristiana.
Durante su actividad en el ministerio de vivienda, participó en la redacción del Código de la Mujer y del Menor.
En 1975, fue representante de Uruguay en la reunión organizada por la ONU con motivo del Año Internacional de la Mujer en México.